# Turrican
Turrican – komputerowa gra platformowa autorstwa niemieckiej firmy Rainbow Arts, wydana w roku 1990. Głównym programistą, a także autorem grafiki jest Manfred Trenz, muzykę do gry skomponował Chris Hülsbeck. Gra została stworzona pierwotnie na Commodore 64, później była przenoszona na inne platformy. Gra posiada wiele oficjalnych i nieoficjalnych sequeli.

## Fabuła

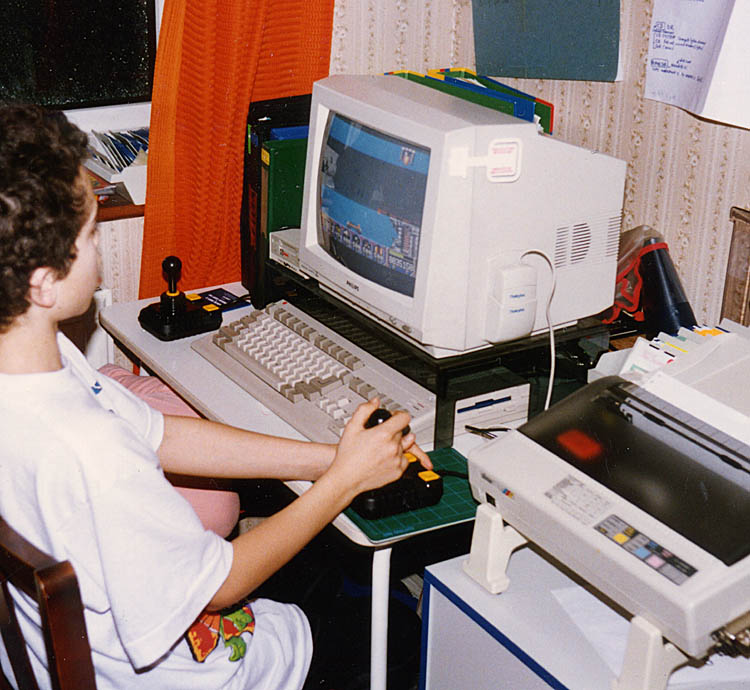
Ekran z grą

Zgodnie z fabułą gry w zamierzchłych czasach żył w swoim królestwie potwór o trzech twarzach o nazwie Morgul (Multiple Organism Unit Link). Był on przyczyną wszelkiej trwogi i koszmarów dla całej ludzkości. Wielkiemu bohaterowi o imieniu Develon udało się go wygnać do nieznanego i odległego wymiaru. Obecnie strach i koszmary znowu są problemem, ludzkość nie może zaznać spokoju. Morgul powrócił do swego królestwa i żyje w umyśle każdego człowieka. Jedyną osobą, której odwaga i śmiałość nie zostały do tej pory pokonane jest Turrican, który, uzbrojony w najnowsze zdobycze techniki, po raz kolejny musi udać się do królestwa Morgula, aby rozprawić się z nim raz na zawsze.

## Rozgrywka
Turrican to gra platformowa rozgrywająca się w świecie science-fiction, która wykazuje podobieństwo do serii Metroid, a także do gier: Psycho-Nics Oscar i Contra. Jej celem jest przejście 5 niebezpiecznych światów, by zmierzyć się na końcu z Morgulem. Gra została podzielona na 13 poziomów (leveli), na których musimy zmierzyć się aż z 50 różnymi przeciwnikami, w tym 8 bossami. Do dyspozycji gracza jest wiele różnorodnych broni, które może znaleźć w czasie swojej wędrówki. Większość poziomów rozgrywana jest w klasycznym systemie side-scrolling, w części natomiast tło i cały poziom nieustannie przesuwa się w dół lub w górę imitując lot – Turrican porusza się używając swojego jetpacka. Ma również możliwość zamiany w kolczastą kulę. Charakter rozgrywki jest nieliniowy. Często istnieje kilka dróg pokonania przeszkód, na poziomach poukrywane są sekretne miejsce z dodatkowymi power-upami. Gracz na początku dysponuje 3 życiami oraz 3 możliwościami kontynuowania rozgrywki po wyczerpaniu wszystkich żyć. Na każdy poziom przeznaczony jest pewien limit czasu – jeśli gracz nie zdąży dojść do końca poziomu – traci życie.

## Odbiór gry
Gra została bardzo dobrze przyjęta przez prasę zajmującą się tematyką gier komputerowych, jak i przez graczy. Wersja na ZX Spectrum znalazła się na 36 miejscu 100 najlepszych gier według czytelników Your Sinclair w 1993 roku, samo czasopismo wystawiło jej ocenę 92/100, również pismo Crash! wystawiło mu ocenę 94/100.

## Kontynuacje
Oficjalnie wydane zostały dwa sequele gry: Turrican II – The Final Fight w 1991 roku oraz Turrican III – Payment Day w 1993 roku. Wydano także wiele odmiennych wersji na różne platformy, powstało też wiele projektów niezależnych tworzonych przez fanów gry. Wśród najważniejszych wymienić można:
- Super Turrican – gra wydana w 1992, dostępna na platformę NES i SNES
- Super Turrican 2 – wydana w 1993, dostępna na platformę SNES
- Mega Turrican – wydana w 1994, dostępna na platformę Mega Drive
- Universal Soldier – wydana w 1992, dostępna na platformę Game Boy i Mega Drive
- Turrican 3 – wydana w 2004, dostępna na platformę Commodore 64
- Hurrican – gra typu freeware wydana w 2007 na platformę Windows[16]
- T2002 – gra typu freeware wydana w 2003 na platformę MS-DOS[17]
- T4 Funeral – gra typu freeware wydana w 2003 na platformę Windows[18]